# 京極高鎮
京極 高鎮（きょうごく たかつね）は、江戸時代後期の大名。丹後国峰山藩9代藩主。官位は不詳。

## 略歴
7代藩主・京極高備の七男として誕生。幼名は富五郎、篤吉、寅之助。8代藩主・京極高倍の弟。
天保4年（1833年）12月5日に兄で先代藩主の高倍が嗣子無くして死去したため、その跡を継いで翌天保5年（1834年）に藩主となった。しかし藩主に在職すること半年の同年6月23日に江戸にて死去した。享年25。嗣子がなく、跡を養子の高景が継いだ。

## 系譜
- 父：京極高備（1757-1835）
- 母：不詳
- 養子
  - 男子：京極高景（1812-1863） - 松平忠馮の六男